# Фернандо Буеса арена
Фернандо Буеса арена (шп. Fernando Buesa Arena) вишенаменска је дворана која се налази у Виторији (Шпанија). Дворана је отворена 1991. године и данас има капацитет од 15.504 седећих места.
Ова дворана је домаћи терен кошаркашког клуба Саски Басконија.

## Значајнији догађаји
- 1996: Финале Купа Рајмунда Сапорте
- 2010: Фајнал фор УЛЕБ Еврокупа 2009/10.
- 2000, 2002, 2008, 2013: Куп Шпаније у кошарци - завршни турнир